# Mangani (Costantinopoli)

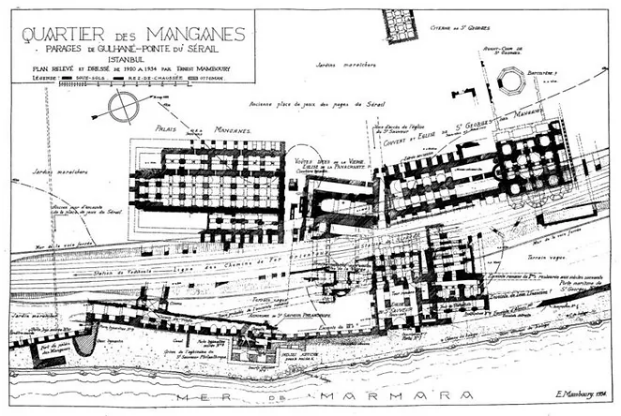
mappa del quartiere dei Mangani, ricostruita sulla base dei ritrovamenti archeologici

I Màngani (in greco medievale: τὰ Μάγγανα, lett. "[il quartiere de] le macchine da guerra"; in latino Mangana) era uno dei quartieri di Costantinopoli, capitale dell'Impero bizantino. Situato nel punto più orientale della città, il quartiere ospitava diversi edifici di rilievo, tra cui un palazzo imperiale, un arsenale e numerosi luoghi di culto e istituti di beneficenza sorti in tutto l'arco del periodo bizantino.

## Storia
Il quartiere, corrispondente a parte della moderna mahalle di Cankurtaran, si trovava all'estremità orientale della penisola costantinopolitana, tra l'antica acropoli di Bisanzio e il Bosforo, e deve il suo nome al grande arsenale per macchine da assedio (tra cui gli eponimi mangani) che sorgeva sul suo territorio. La zona era ben collegata con il vicino Gran Palazzo e diversi imperatori vi fecero costruire importanti edifici. Michele I Rangabe vi possedeva un palazzo privato che, a partire dal regno di Basilio I il Macedone fu incorporato nelle proprietà imperiali e affidato alla gestione di un funzionario noto come [gran] curatore dei Mangani (in greco: [μέγας] κουράτωρ τῶν Μαγγάνων). Questa posizione col tempo raggiunse una notevole rilevanza, assumendo su di sé anche la gestione delle tenute imperiali nelle province, i cui proventi servivano alla manutenzione della corte imperiale, nonché al foraggiamento delle spedizioni militari.
Il quartiere vide un notevole sviluppo sotto il regno dell'imperatore Costantino IX Monomaco, che vi fece costruire numerosi edifici, tra cui un palazzo, un ospedale, una casa di riposo, degli ostelli per i poveri, una scuola di giurisprudenza e, soprattutto, un grande monastero dedicato a san Giorgio dotato di chiostro e giardini. Sebbene diversi degli edifici fatti costruire da Costantino IX, tra cui il palazzo, furono demoliti sotto l'imperatore Isacco II Angelo, il monastero sopravvisse fino alla caduta di Costantinopoli del 1453, a seguito della quale, dopo essere stato brevemente occupato dai dervisci, fu demolito dagli ottomani per far posto al Palazzo di Topkapı.